# It's Not Living (If It's Not with You)
‘It's Not Living (If It's Not with You)’는 잉글랜드의 록 밴드 The 1975의 노래이다. 2018년 발매한 밴드의 세 번째 정규 음반 “A Brief Inquiry into Online Relationships”의 다섯 번째이자 마지막 싱글로 2018년 10월 18일에 공개되었다. The 1975의 전 멤버가 작사 및 작곡에 참여하였으며, 프로듀싱은 리드 보컬리스트인 매튜 힐리와 드러머인 조지 대니얼이 맡았다. 브릿팝 노래이며, 신시사이저와 기타, 백 보컬로 합창단 소리가 사용되었다.
애니 맥의 BBC 라디오 1 하티스트 레코드에서 처음으로 공개되었으며, 음악 평단으로부터 긍정적인 반응을 이끌어냈다. 또한 일부 올해의 노래 목록에 선정되기도 하였다. 뮤직 비디오는 2018년 12월 3일 유튜브에서 공개되었으며, 토킹 헤즈의 콘서트 영화인 스탑 메이킹 센스에 많은 영향을 받았다. BBC 라이브 라운지에서 11월에 공연을 하였다.

## 배경
‘It's Not Living (If It's Not with You)’는 노래가 발매되기 거의 1년 전 정도 전에 만들어졌다. 밴드의 리드 보컬리스트인 매튜 힐리는 'Music for Cars'라는 뜻의 "MFC"라는 제목의 자막과 함께 노래 파일의 이미지를 트위터에 올리며 티저를 공개하였으며, 이는 “A Brief Inquiry into Online Relationships”와 “Notes on a Conditional Form”으로 구성되어 있었다.
2017년, 매튜 힐리가 4년 간 헤로인과 벤조디아제핀 중독을 치료하기 위해 바베이도스에 위치한 한 재활센터에 입원하였다. 힐리는 뉴욕 타임스와의 인터뷰에서 자신의 중독이 걷잡을 수 없이 소용돌이치지 않은 것이 행운이라며 "내가 사랑하는 모든 사람들을 놀라게 했고, 그것으로 충분했다"고 추가로 언급하였다. 힐리는 재활원에서 퇴원한 직후 중독에 대하여 논의하던 음반의 수록곡 등을 "오래 이야기하지 않을 것"이라고 설명하였다.

## 평가
‘It's Not Living (If It's Not with You)’는 평론가로부터 긍정적인 반응을 얻었다.

### 연말 목록
| 매체       | 순위 | 출처  |
| ---------- | ---- | ----- |
| GQ         | 5    | [ 5 ] |
| NME        | 30   | [ 6 ] |
| 피치포크   | 60   | [ 7 ] |
| 스테레오검 | 14   | [ 8 ] |

## 차트
| 차트 (2018-19)                      | 최고 순위 |
| ----------------------------------- | --------- |
| 아일랜드 (IRMA)                     | 66        |
| 스코틀랜드 (OCC)                    | 84        |
| 영국 싱글 차트 (OCC)                | 57        |
| 미국 핫 록 & 얼터너티브 송 (빌보드) | 20        |

## 인증
| 국가                               | 인증 | 판매량/출하량 |
| ---------------------------------- | ---- | ------------- |
| 영국 (BPI)                         | 실버 | 200,000       |
| 판매량+스트리밍을 기반으로 한 인증 |      |               |